# Helioliet
Helioliet (ook: zonnesteen) is een plagioklaas veldspaat dat, gezien vanuit bepaalde hoeken, een glinsterende aanblik toont. Helioliet komt voor in metomorfe en stollingsgesteenten in Zuid-Noorwegen, Zweden en delen van de Verenigde Staten. Ook wordt het wel gevonden in Canada, India en Rusland (Baikalmeer). De meest overvloedige vindplaats is in Tvedestrand in Noorwegen, waar het te vinden is in kwartsaders welke door het gneiss lopen.

## Ontdekker
De naam werd gegeven door de mineraloog Jean-Claude Delamétherie in 1801, die de oranje-achtige glinstering aan de zon deed denken. Deze specifieke glinstering ontstaat door de hematiet- en goethietkristallen die in het mineraal aanwezig zijn.

## Toepassing
Helioliet wordt gebruikt voor de vervaardiging van sieraden.

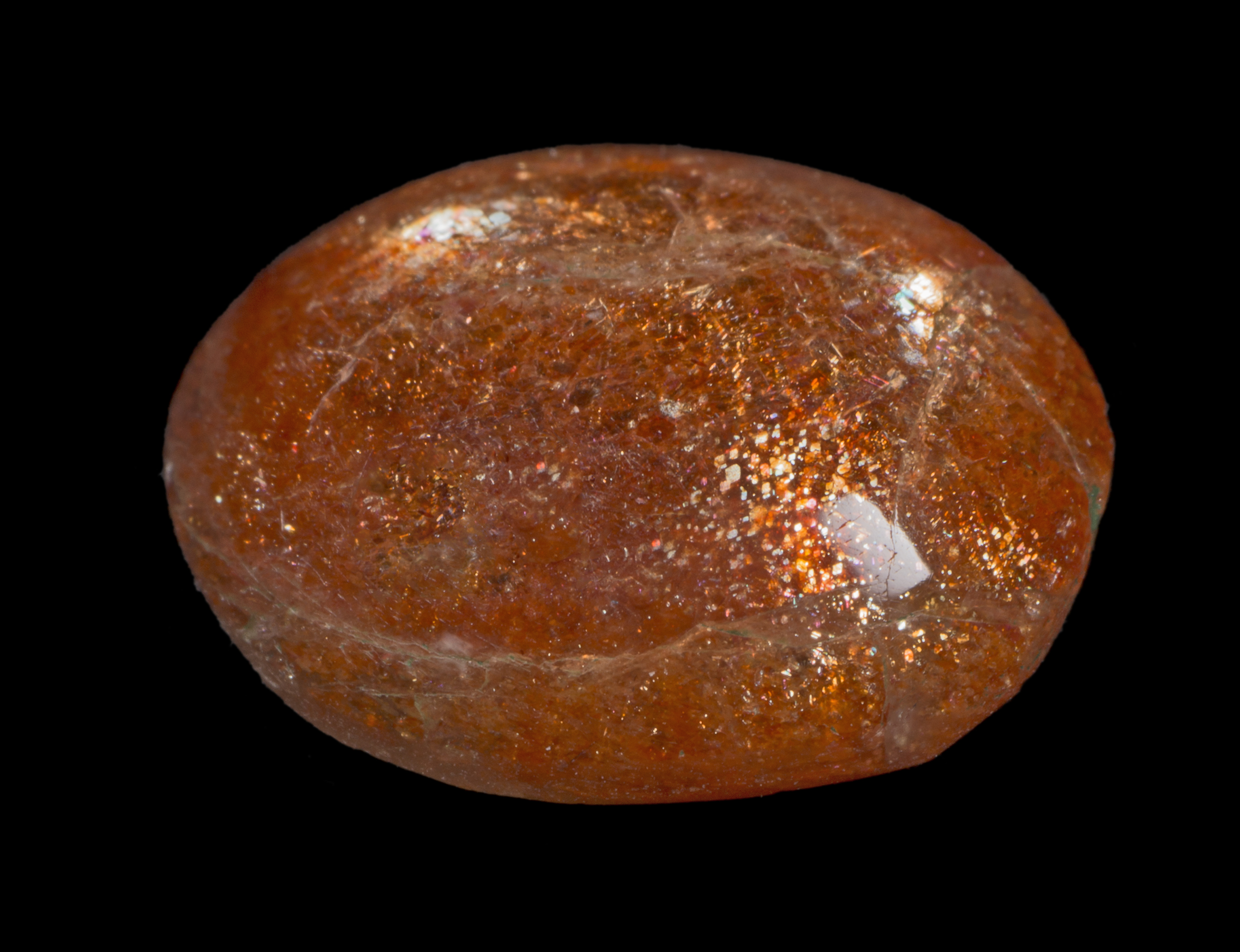
Een helioliet uit India
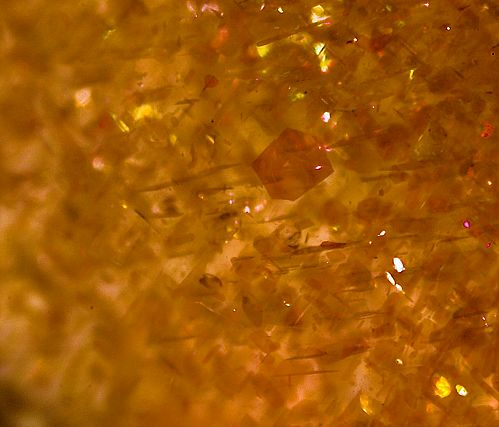
Insluitingen van hematiet en goethiet in helioliet
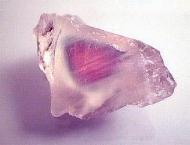
Ongepolijst helioliet
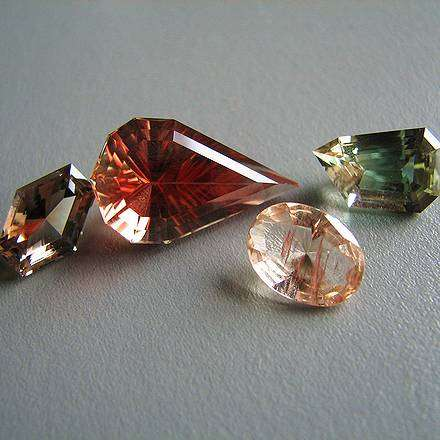
Sieraden van helioliet